# Хрушовани на Јевишовки
Хрушовани на Јевишовки (чеш. Hrušovany nad Jevišovkou) град је у Чешкој Републици. Град се налази у управној јединици Јужноморавски крај, у оквиру којег припада округу Знојмо.

## Становништво
Према подацима о броју становника из 2014. године град је имао 3.280 становника.